# Chonaksowate
Chonaksowate (Chaunacidae) – niewielka rodzina morskich, drapieżnych ryb żabnicokształtnych (Lophiiformes). Niektóre gatunki są poławiane jako ryby konsumpcyjne.

## Występowanie
Stok kontynentalny wszystkich ciepłych oceanów, na głębokościach od około 200 do 2500 m.

## Cechy charakterystyczne
Ciało kuliste, wiotkie, pokryte małymi łuskami, różowe, pomarańczowe lub czerwone z żółtymi lub zielonymi cętkami. Na ciele widoczne są liczne skupiska neuromastów. Ogon krótki, lekko bocznie spłaszczony. Głowa duża z szerokim otworem gębowym wyposażonym w drobne zęby. Małe otwory skrzelowe położone za i powyżej podstawy płetw piersiowych. Pierwszy promień płetwy grzbietowej przekształcony w narząd bioluminescencyjny (illicium) pełniący funkcję wabika dla ofiary. Linia boczna dobrze widoczna, zwłaszcza na głowie. Długość ciała od 7 cm (Chaunacops melanostomus) do 40 cm (Chaunax pictus).

## Klasyfikacja
Rodzaje zaliczane do tej rodziny:
Chaunacops — Chaunax